# 6年たったら
『6年たったら』（ろくねんたったら）は、1977年4月20日に発売された五十嵐夕紀のデビュー・シングル。

## 解説
作詞は結婚・改名直後の松任谷由実、作曲は筒美京平、編曲は萩田光雄による。松任谷にとって、本作が荒井由実からの改名後初仕事となった。 同様に楽曲提供した、前年1976年6月25日発売の三木聖子『まちぶせ』（NAVレコード）は荒井由実名義であった。
本シングル発売と同時期の1977年4月、リニューアル直後の『レッツゴーヤング』（NHK）のレギュラー出演者となり、多く歌唱の機会を得た。また、同年5月16日には『夜のヒットスタジオ』第445回に出演した。そのため、オリコンチャート最高位120位であったが、知名度のある楽曲となった。
なお、当時の東芝EMI/邦楽宣伝部歌謡グループより出版された宣伝用ポートレートには、松任谷由実による五十嵐夕紀へのメッセージが以下のように記されている。
- 松任谷由実からのメッセージ

スイートなルックスの中に健康的なすがすがしさを感じます。
笑顔がくったくなくかわいらしくて
のびのびと成長してきたみたいですね。
6年たったら自分が心から気に入った歌を一生懸命歌っている様な
歌手になってほしいと思います。

## 収録曲
- 両楽曲共に、作詞：松任谷由実／作曲：筒美京平

1. 6年たったら（3分15秒）
編曲：萩田光雄
2. 丘の上の十番地（3分21秒）
編曲：筒美京平

## CD化音源
6年たったら
- 『筒美京平 ULTRA BEST TRACKS 東芝EMI編 GIRLIE 70’s』（1998年2月25日）
- 『フラワー・ポップス・シリーズ1 フラワー・ホップスVol.1』（2000年11月5日）

6年たったら / 丘の上の十番地
- 『五十嵐夕紀 ゴールデン☆ベスト』（2010年12月8日）